# Bašaid
Bašaid (izvirno srbsko Башаид; madžarsko Basahíd) je naselje v Srbiji, ki upravno spada pod Občino Kikinda; slednja pa je del Severnobanatskega upravnega okraja.

## Demografija
V naselju, katerega izvirno (srbsko-cirilično) ime je Башаид, živi 2661 polnoletnih prebivalcev, pri čemer je njihova povprečna starost 38,4 let (36,6 pri moških in 40,1 pri ženskah). Naselje ima 1106 gospodinjstev, pri čemer je povprečno število članov na gospodinjstvo 3,17.
To naselje je, glede na rezultate popisa iz leta 2002, v glavnem srbsko, a v času zadnjih treh popisov je opazno zmanjšanje števila prebivalcev.
|  |

| Demografija | Demografija     | Demografija     |
| Leto        | Št. prebivalcev | Št. prebivalcev |
| ----------- | --------------- | --------------- |
|             |                 |                 |
|             |                 |                 |
|             |                 |                 |
|             |                 |                 |
| 1948        | 4956            |                 |
| 1953        | 4830            |                 |
| 1961        | 4788            |                 |
| 1971        | 4306            |                 |
| 1981        | 3864            |                 |
| 1991        | 3741            | 3712            |
| 2002        | 3572            | 3503            |
|             |                 |                 |

| Etnična sestava po popisu iz leta 2002 | Etnična sestava po popisu iz leta 2002 | Etnična sestava po popisu iz leta 2002 | Etnična sestava po popisu iz leta 2002 | Etnična sestava po popisu iz leta 2002 |
| -------------------------------------- | -------------------------------------- | -------------------------------------- | -------------------------------------- | -------------------------------------- |
| Srbi                                   | Srbi                                   |                                        | 3.123                                  | 89,15%                                 |
| Romi                                   | Romi                                   |                                        | 179                                    | 5,10%                                  |
| Madžari                                | Madžari                                |                                        | 100                                    | 2,85%                                  |
| Jugoslovani                            | Jugoslovani                            |                                        | 23                                     | 0,65%                                  |
| Makedonci                              | Makedonci                              |                                        | 12                                     | 0,34%                                  |
| Hrvati                                 | Hrvati                                 |                                        | 8                                      | 0,22%                                  |
| Romuni                                 | Romuni                                 |                                        | 4                                      | 0,11%                                  |
| Nemci                                  | Nemci                                  |                                        | 3                                      | 0,08%                                  |
| Muslimani                              | Muslimani                              |                                        | 3                                      | 0,08%                                  |
| Slovaki                                | Slovaki                                |                                        | 2                                      | 0,05%                                  |
| Črnogorci                              | Črnogorci                              |                                        | 1                                      | 0,02%                                  |
| Rusini                                 | Rusini                                 |                                        | 1                                      | 0,02%                                  |
| Neznano                                | Neznano                                |                                        | 22                                     | 0,62%                                  |